# Ле-Перре
Ле-Перре (фр. Le Perrey) — муніципалітет у Франції, у регіоні Верхня Нормандія, департамент Ер. Ле-Перре утворено 1 січня 2019 року шляхом злиття муніципалітетів Фурмето, Сент-Уан-де-Шам i Сен-Тюр'ян. Адміністративним центром муніципалітету є Фурмето. Населення — 1229 осіб (01.01.2021).